# Kristoffersslåttjärnen
Kristoffersslåttjärnen är en sjö i Härjedalens kommun i Härjedalen och ingår i Ljusnans huvudavrinningsområde.